# Admiralty Tide Tables
Die Admiralty Tide Tables, kurz A.T.T., sind die Gezeitentafeln des United Kingdom Hydrographic Office (UKHO). Sie bieten nahezu weltweite Abdeckung. Mit Hilfe der A.T.T. ist es möglich, mit einem einheitlichen Verfahren auf dem gesamten Globus die Gezeiten vorauszuberechnen. Die A.T.T. gelten international als Standardwerk der Gezeitenrechnung.

## Inhalt
Das Gesamtwerk ist auf acht Bände (Volumes) verteilt:
- Volume 1 umfasst die Britischen Inseln und Irland
- Volume 2 Nordatlantik einschließlich der europäischen Festlandküste und arktische Gewässer
- Volume 3 Indischer Ozean
- Volume 4 Südpazifik
- Volume 5 Südchinesisches Meer und Indonesien
- Volume 6 Nordpazifik
- Volume 7 Südwestatlantik und Südamerika
- Volume 8 Südostatlantik, Westafrika und das Mittelmeer

## Verfahren der Gezeitenberechnung
Das Verfahren der Gezeitenberechnung läuft wie folgt ab:
Die Admiralty Tide Tables enthalten im Teil 1 Tideninformationen für bestimmte Bezugsorte, den sogenannten standard ports. Die Informationen umfassen:
- Name des Bezugsortes
- Informationen darüber, wie groß die Springtidenverspätung ist
- eine Tidenkurve für Spring- und Nipptide
- Koordinaten des Bezugsortes
- Zeitzone
- Monat, Tag und Wochentag
- Informationen zur Mondphase (nur Hauptphasen, also Neumond, Vollmond und die beiden Halbmonde)
- Uhrzeit des ersten Hochwassers
- Uhrzeit des ersten Niedrigwassers
- Uhrzeit des zweiten Hochwassers
- Uhrzeit des zweiten Niedrigwassers
- Höhe der Tide.

Die Gezeiten für die Bezugsorte lassen sich somit ohne Vorkenntnisse einfach ablesen. Die Bezugsorte umfassen jedoch nur einige wenige große Orte. 
Orte der Admiralty Tide Tables, die nicht Bezugsorte sind, werden als Anschlussorte (secondary ports) bezeichnet. Für die Anschlussorte sind im Teil 2 der Admiralty Tide Tables die Zeit- und Höhenunterschiede zu den Bezugsorten angegeben. Die Werte für die Anschlussorte müssen also einzeln im Bezug auf die Bezugsorte errechnet werden.

## Uhrzeit
Die Zeit- und Zeitzonenrechnung der A.T.T. weicht etwas von der gewöhnlichen Rechnung ab; die Zeitzonen (Time Zones) haben anderen Bezeichnungen. Hier einige Beispiele:
- Zeitzone +0100 = UTC-1 / CVT
- Zeitzone  0000 = UTC±0 / WEZ / GMT
- Zeitzone −0100 = UTC+1 / MEZ
- Zeitzone −0200 = UTC+2 / OEZ

Die A.T.T. nehmen grundsätzlich keine Rücksicht auf die Sommerzeit eines Landes, der Navigator muss eine eventuell herrschende Sommerzeit in die Normalzeit umrechnen, um die Uhrzeit aus dem A.T.T. verwenden zu können.